# Българско училище „Родина“ (Сейнт Питърсбърг)
Българското училище „Родина“ (на английски: Bulgarian School „Rodina“) е училище на българската общност в град Сейнт Питърсбърг, щата Флорида, САЩ. Създадено е през 2013 г.

## История
Училището отвaря врати на 3 ноември 2013 г. по инициатива на български родители и педагози, желаещи децата от района на залива около Тампа да имат възможността да изучават своя майчин български език и българска култура.
През учебната 2015 – 2016 г. то е с одобрен проект от Министерството на образованието и науката на България по Националната програма „Роден език и култура зад граница – 2015 г.“ за финансово подпомагане на българските училища в чужбина, а от учебната 2016 – 2017 г. е включено в Списъка на българските неделни училища в чужбина за финансово подпомагане от образователното ведомство.
През учебната 2018 – 2019 г. в училището се обучават 32 деца.